# Miss Brésil 1962
Miss Brésil 1962, 9e élection de Miss Brésil, s'est déroulée le 19 juin 1962 au Ginásio do Maracanãzinho.
La gagnante, Maria Olívia Rebouças succède à Vera Brauner, Miss Brésil 1961. Elle est la deuxième Miss Bahia après Martha Rocha, élue Miss Brésil 1954.

## Classement final
| Titre            | Candidates |
| ---------------- | --- |
| Miss Brésil 1962 | - Bahia - Maria Olívia Rebouças                                                                               |
| 1re dauphine     | - São Paulo - Julieta Strausz                                                                                 |
| 2e dauphine      | - Guanabara - Vera Lúcia Sabá                                                                                 |
| 3e dauphine      | - Rio Grande do Sul - Arismende                                                                               |
| 4e dauphine      | - Espírito Santo - Elizabeth Ramos                                                                            |
| Top 8            | - Ceará - Rita Nóbrega de Melo - Rio de Janeiro - Célia Maria Spínola - Rio Grande do Norte - Geórgia Quental |

## Prix distribués
| Prix           | Candidate                      |
| -------------- | ------------------------------ |
| Miss Sympathie | - Ceará - Rita Nóbrega de Melo |

## Candidates
| Numéro | État                | Nom                         |
| ------ | ------------------- | --------------------------- |
| 1      | Alagoas             | Salete Pinto de Mendonça    |
| 2      | Amapá               | Raimunda Mendes Pacheco     |
| 3      | Amazonas            | Suely Moura de Melo         |
| 4      | Bahia               | Maria Olívia Rebouças       |
| 5      | Ceará               | Rita Nóbrega de Melo        |
| 6      | District fédéral    | Sílvia Marisa Resende       |
| 7      | Espírito Santo      | Elizabeth Ramos Daniel      |
| 8      | Goiás               | Dilma Dias Duarte           |
| 9      | Guanabara           | Vera Lúcia Sabá             |
| 10     | Maranhão            | Maria Augusta Aguiar        |
| 11     | Mato Grosso         | Delcy de Oliveira           |
| 12     | Minas Gerais        | Sílvia Mary Mileo Silva     |
| 13     | Pará                | Syme Benaion Bohadana       |
| 14     | Paraíba             | Terezinha Arraes de Alencar |
| 15     | Paraná              | Ana Maria Ribeiro Gonçalves |
| 16     | Pernambouc          | Terezinha Costa Frasão      |
| 17     | Piauí               | Lívia Carneiro da Cunha     |
| 18     | Rio de Janeiro      | Célia Maria Spínola Leite   |
| 19     | Rio Grande do Norte | Geórgia de Lucca Quental    |
| 20     | Rio Grande do Sul   | Eva Maria Arismende Maia    |
| 21     | Santa Catarina      | Márcia Reis                 |
| 22     | São Paulo           | Julieta Strausz             |
| 23     | Sergipe             | Gleide Maria de Freitas     |

## Observations